# Potamochoerini
A Potamochoerini az emlősök (Mammalia) osztályának párosujjú patások (Artiodactyla) rendjébe, ezen belül a disznófélék (Suidae) családjába és a Suinae alcsaládjába tartozó nemzetség.

## Rendszerezés
A nemzetségbe az alábbi 5 nem tartozik:
- †Celebochoerus - pliocén-pleisztocén
- Hylochoerus Thomas, 1904 - pleisztocén-jelen
- †Kolpochoerus van Hoepen & van Hoepen, 1932 - pliocén-pleisztocén
- Potamochoerus Gray, 1854 - típusnem; miocén-jelen
- †Propotamochoerus - miocén-pliocén